# Portugal en la Copa Mundial de Fútbol de 2014
La selección de fútbol de Portugal fue una de las 32 selecciones que participó en la Copa Mundial de Fútbol de 2014. Fue su sexta participación en mundiales y cuarta consecutiva desde Corea-Japón 2002.

## Clasificación

### Grupo F
Portugal disputó las eliminatorias de la UEFA en el grupo F terminando en segundo lugar a tan solo 1 puntos del líder Rusia lo que le significó jugar la repesca europea contra el segundo del grupo C. En esa instancia se enfrentó contra Suecia a partidos de ida y vuelta, ganando ambos encuentros con un resultado global de 4 - 2 y con una gran participación de Cristiano Ronaldo que marcó los cuatro goles de su selección para obtener de esa forma la clasificación al mundial.
| Equipo            | Pts | PJ | PG | PE | PP | GF | GC | Dif |
| ----------------- | --- | -- | -- | -- | -- | -- | -- | --- |
| Rusia             | 22  | 10 | 7  | 1  | 2  | 20 | 5  | 15  |
| Portugal          | 21  | 10 | 6  | 3  | 1  | 20 | 9  | 11  |
| Israel            | 14  | 10 | 3  | 5  | 2  | 19 | 14 | 5   |
| Azerbaiyán        | 9   | 10 | 1  | 6  | 3  | 7  | 11 | -4  |
| Irlanda del Norte | 7   | 10 | 1  | 4  | 5  | 9  | 17 | -8  |
| Luxemburgo        | 6   | 10 | 1  | 3  | 6  | 7  | 26 | -19 |

| Fecha                    | Lugar      |                   |                              | Resultado |                              |                   |
| ------------------------ | ---------- | ----------------- | ---------------------------- | --------- | ---------------------------- | ----------------- |
| 7 de septiembre de 2012  | Luxemburgo | Luxemburgo        | Bandera de Luxemburgo        | 1:2 (1:1) | Bandera de Portugal          | Portugal          |
| 11 de septiembre de 2012 | Braga      | Portugal          | Bandera de Portugal          | 3:0 (0:0) | Bandera de Azerbaiyán        | Azerbaiyán        |
| 12 de octubre de 2012    | Moscú      | Rusia             | Bandera de Rusia             | 1:0 (1:0) | Bandera de Portugal          | Portugal          |
| 16 de octubre de 2012    | Oporto     | Portugal          | Bandera de Portugal          | 1:1 (0:1) | Bandera de Irlanda del Norte | Irlanda del Norte |
| 22 de marzo de 2013      | Ramat Gan  | Israel            | Bandera de Israel            | 3:3 (2:1) | Bandera de Portugal          | Portugal          |
| 26 de marzo de 2013      | Bakú       | Azerbaiyán        | Bandera de Azerbaiyán        | 0:2 (0:0) | Bandera de Portugal          | Portugal          |
| 7 de junio de 2013       | Lisboa     | Portugal          | Bandera de Portugal          | 1:0 (1:0) | Bandera de Rusia             | Rusia             |
| 6 de septiembre de 2013  | Belfast    | Irlanda del Norte | Bandera de Irlanda del Norte | 2:4 (1:1) | Bandera de Portugal          | Portugal          |
| 11 de octubre de 2013    | Lisboa     | Portugal          | Bandera de Portugal          | 1:1 (1:0) | Bandera de Israel            | Israel            |
| 15 de octubre de 2013    | Coímbra    | Portugal          | Bandera de Portugal          | 3:0 (2:0) | Bandera de Luxemburgo        | Luxemburgo        |

### Repesca europea
| 15 de noviembre de 2013 | Portugal       | 1:0 (0:0) | Suecia | Estádio da Luz, Lisboa                                     |                                                            |
|                         | C. Ronaldo 82' | Reporte   |        | Asistencia: 61.467 espectadores Árbitro(s): Nicola Rizzoli | Asistencia: 61.467 espectadores Árbitro(s): Nicola Rizzoli |

| 19 de noviembre de 2013 | Suecia              | 2:3 (0:0) | Portugal               | Friends Arena, Solna                                    |                                                         |
|                         | Ibrahimović 68' 71' | Reporte   | C. Ronaldo 50' 76' 78' | Asistencia: 49.766 espectadores Árbitro(s): Howard Webb | Asistencia: 49.766 espectadores Árbitro(s): Howard Webb |

### Goleadores
| Jugador           | Goles | PJ |
| ----------------- | ----- | -- |
| Cristiano Ronaldo | 8     | 10 |
| Hélder Postiga    | 6     | 10 |
| Bruno Alves       | 4     | 10 |
| Silvestre Varela  | 2     | 7  |
| Ricardo Costa     | 1     | 3  |
| Hugo Almeida      | 1     | 6  |
| Nani              | 1     | 10 |
| Fábio Coentrão    | 1     | 10 |

## Preparación

### Campamento base
El 17 de diciembre de 2013 la Federación Portuguesa de Fútbol (FPF) anunció la elección de la ciudad de Campinas como sede del campamento base de la delegación lusa durante la copa mundial de lasil, la elección de la ciudad paulista, que se impuso a otras 26 ciudades visitadas por dirigentes de la FFF, se debió en gran medida a que el Aeropuerto Internacional de Viracpos se encuentra dentro de su jurisdicción; por lo que, siendo Portugal el quinto equipo que más viajará en la primera fase, necesitaba un lugar que este lo más cercano posible a un Aeropuerto que le permita viajar en vuelos chárter a las ciudades donde juegue sus primeros partidos.
Para los entrenamientos abiertos la selección portuguesa hará uso del Estadio Moisés Lucarelli y las actividades privadas en el Centro de Entrenamiento Jardim Eulina, ambos propiedad del club Ponte Preta. El hospedaje de la delegación europea será en el Hotel Royal Palm Plaza Resort ubicado a 17 kilómetros del Aeropuerto de Viracopos y muy cercano del local de entrenamientos.

### Amistosos previos
| 5 de marzo de 2014 | Portugal                                                                 | 5:1 (1:1) | Camerún       | Estádio Dr. Magalhães Pessoa, Leiría, Portugal             |                                                            |
|                    | C. Ronaldo 21' 83' · Raul Meireles 66' · Fábio Coentrão 67' · Edinho 76' | Reporte   | Aboubakar 43' | Asistencia: 21,335 espectadores Árbitro(s): Andre Marriner | Asistencia: 21,335 espectadores Árbitro(s): Andre Marriner |

| 31 de mayo de 2014 | Portugal | 0:0     | Grecia | Estadio Nacional de Portugal, Oeiras, Portugal         |                                                        |
|                    |          | Reporte |        | Asistencia: 33,556 espectadores Árbitro(s): Kevin Blom | Asistencia: 33,556 espectadores Árbitro(s): Kevin Blom |

| 6 de junio de 2014 | México | 0:1 (0:0) | Portugal           | Gillette Stadium, Boston, Estados Unidos                  |                                                           |
|                    |        | Reporte   | Bruno Alves 90'+3' | Asistencia: 56,292 espectadores Árbitro(s): Jeffrey Solís | Asistencia: 56,292 espectadores Árbitro(s): Jeffrey Solís |

| 10 de junio de 2014 | Irlanda     | 1:5 (0:3) | Portugal                                                              | MetLife Stadium, East Rutherford, Estados Unidos |  |
|                     | McClean 52' | Reporte   | Hugo Almeida 2' 20' · Coentrão 37' · Hugo Almeida 77' · Vieirinha 83' |                                                  |  |

## Lista de jugadores
El 13 de mayo de 2014 el entrenador de la selección portuguesa Paulo Bento presentó la lista preliminar de 30 jugadores que envió a la FIFA. Luego, el 19 de mayo, Bento redujo el número de convocados y anunció la nómina definitiva de 23 jugadores. El 24 de mayo la Federación Portuguesa de Fútbol determinó la numeración de los jugadores.
| #     | Nombre            | Posición       | Edad        | PJ Sel      | G           | Club                  |
| ----- | ----------------- | -------------- | ----------- | ----------- | ----------- | --------------------- |
| 1     | Eduardo           | Portero        | -           | -           | -           | Braga                 |
| 2     | Bruno Alves       | Defensa        | -           | -           | -           | Fenerbahçe            |
| 3     | Pepe              | Defensa        | -           | -           | -           | Real Madrid           |
| 4     | Miguel Veloso     | Centrocampista | -           | -           | -           | Dinamo Kiev           |
| 5     | Fábio Coentrão    | Defensa        | -           | -           | -           | Real Madrid           |
| 6     | William Carvalho  | Centrocampista | -           | -           | -           | Sporting de Lisboa    |
| 7     | Cristiano Ronaldo | Delantero      | -           | -           | -           | Real Madrid           |
| 8     | João Moutinho     | Centrocampista | -           | -           | -           | Mónaco                |
| 9     | Hugo Almeida      | Delantero      | -           | -           | -           | Beşiktaş              |
| 10    | Vieirinha         | Delantero      | -           | -           | -           | Wolfsburgo            |
| 11    | Éder              | Delantero      | -           | -           | -           | Braga                 |
| 12    | Rui Patrício      | Portero        | -           | -           | -           | Sporting de Lisboa    |
| 13    | Ricardo Costa     | Defensa        | -           | -           | -           | Valencia              |
| 14    | Neto              | Defensa        | -           | -           | -           | Zenit San Petersburgo |
| 15    | Rafa              | Centrocampista | -           | -           | -           | Braga                 |
| 16    | Raul Meireles     | Centrocampista | -           | -           | -           | Fenerbahçe            |
| 17    | Nani              | Delantero      | -           | -           | -           | Manchester United     |
| 18    | Silvestre Varela  | Delantero      | -           | -           | -           | Porto                 |
| 19    | André Almeida     | Defensa        | -           | -           | -           | Benfica               |
| 20    | Rúben Amorim      | Centrocampista | -           | -           | -           | Benfica               |
| 21    | João Pereira      | Defensa        | -           | -           | -           | Valencia              |
| 22    | Beto              | Portero        | -           | -           | -           | Sevilla               |
| 23    | Hélder Postiga    | Delantero      | -           | -           | -           | Deportivo La Coruña   |
| D. T. | Paulo Bento       | Paulo Bento    | Paulo Bento | Paulo Bento | Paulo Bento | Paulo Bento           |

Los siguientes jugadores formaron parte de la lista preliminar de 30 pero fueron descartados por el técnico Paulo Bento al momento de elaborar la lista definitiva de 23.
| Nombre           | Posición       | Edad | PJ Sel | G | Club              |
| ---------------- | -------------- | ---- | ------ | - | ----------------- |
| Anthony Lopes    | Portero        | -    | -      | - | Olympique de Lyon |
| Antunes          | Defensa        | -    | -      | - | Málaga            |
| Rolando          | Defensa        | -    | -      | - | Inter de Milán    |
| André Gomes      | Centrocampista | -    | -      | - | Benfica           |
| João Mário       | Centrocampista | -    | -      | - | Vitória Setubal   |
| Ivan Cavaleiro   | Delantero      | -    | -      | - | Benfica           |
| Ricardo Quaresma | Delantero      | -    | -      | - | Porto             |

## Participación

### Grupo G
| Equipo         | Pts | PJ | PG | PE | PP | GF | GC | Dif |
| -------------- | --- | -- | -- | -- | -- | -- | -- | --- |
| Alemania       | 7   | 3  | 2  | 1  | 0  | 7  | 2  | 4   |
| Estados Unidos | 4   | 3  | 1  | 1  | 1  | 4  | 4  | 0   |
| Portugal       | 4   | 3  | 1  | 1  | 1  | 4  | 7  | -3  |
| Ghana          | 1   | 3  | 0  | 1  | 2  | 4  | 6  | -2  |

| 16 de junio de 2014, 13:00 | Alemania                           | 4:0 (3:0) | Portugal | Estadio Fonte Nova, Salvador                                       |                                                                    |
|                            | Müller 11', 45', 77' · Hummels 31' | Reporte   |          | Asistencia: 51.081 espectadores Árbitro(s): Milorad Mažić (Serbia) | Asistencia: 51.081 espectadores Árbitro(s): Milorad Mažić (Serbia) |

| 22 de junio de 2014, 19:00 | Estados Unidos          | 2:2 (0:1) | Portugal               | Arena da Amazônia, Manaos                                             |                                                                       |
|                            | Jones 63' · Dempsey 80' | Reporte   | Nani 4' · Varela 90+4' | Asistencia: 40.123 espectadores Árbitro(s): Néstor Pitana (Argentina) | Asistencia: 40.123 espectadores Árbitro(s): Néstor Pitana (Argentina) |

| 26 de junio de 2014, 13:00 | Portugal                      | 2:1 (1:0) | Ghana    | Estadio Mané Garrincha, Brasilia                                     |                                                                      |
|                            | Boye 30' (a.g.) · Ronaldo 79' | Reporte   | Gyan 56' | Asistencia: 67.540 espectadores Árbitro(s): Nawaf Shukralla (Baréin) | Asistencia: 67.540 espectadores Árbitro(s): Nawaf Shukralla (Baréin) |

## Estadísticas

### Participación de jugadores
| #  | Pos        | Jugador      | PJ (T/S) | Minutos Jugados | Goles recibidos | Atajos | Tarjetas Amarillas | Doble Tarjeta Amarilla y Roja | Tarjetas Rojas |
| -- | ---------- | ------------ | -------- | --------------- | --------------- | ------ | ------------------ | ----------------------------- | -------------- |
| 1  | Guardameta | Eduardo      | 1        | 1'              | 0               | 0      | 0                  | 0                             | 0              |
| 12 | Guardameta | Rui Patrício | 1        | 90'             | -4              | 0      | 0                  | 0                             | 0              |
| 22 | Guardameta | Beto         | 2        | 179'            | -4              | 0      | 0                  | 0                             | 0              |

| #  | Pos            | Jugador           | PJ (T/S) | Minutos Jugados | (P) | Asistencias | Tarjetas Amarillas | Doble Tarjeta Amarilla y Roja | Tarjetas Rojas |
| -- | -------------- | ----------------- | -------- | --------------- | --- | ----------- | ------------------ | ----------------------------- | -------------- |
| 2  | Defensa        | Bruno Alves       | 3        | 270'            | 0   | 0           | 0                  | 0                             | 0              |
| 3  | Defensa        | Pepe              | 2        | 127'            | 0   | 0           | 0                  | 0                             | 1              |
| 4  | Centrocampista | Miguel Veloso     | 3        | 226'            | 0   | 0           | 0                  | 0                             | 0              |
| 5  | Defensa        | Fábio Coentrão    | 1        | 65'             | 0   | 0           | 0                  | 0                             | 0              |
| 6  | Centrocampista | William Carvalho  | 2        | 134'            | 0   | 0           | 0                  | 0                             | 0              |
| 7  | Delantero      | Cristiano Ronaldo | 3        | 270'            | 1   | 1           | 0                  | 0                             | 0              |
| 8  | Centrocampista | João Moutinho     | 3        | 270'            | 0   | 0           | 1                  | 0                             | 0              |
| 9  | Delantero      | Hugo Almeida      | 1        | 28'             | 0   | 0           | 0                  | 0                             | 0              |
| 10 | Delantero      | Vieirinha         | 1        | 21'             | 0   | 0           | 0                  | 0                             | 0              |
| 11 | Delantero      | Éder              | 3        | 207'            | 0   | 0           | 0                  | 0                             | 0              |
| 13 | Defensa        | Ricardo Costa     | 2        | 136             | 0   | 0           | 0                  | 0                             | 0              |
| 14 | Defensa        | Neto              | 0        | 0               | 0   | 0           | 0                  | 0                             | 0              |
| 15 | Centrocampista | Rafa              | 0        | 0               | 0   | 0           | 0                  | 0                             | 0              |
| 16 | Centrocampista | Raul Meireles     | 2        | 159'            | 0   | 0           | 0                  | 0                             | 0              |
| 17 | Delantero      | Nani              | 3        | 270'            | 1   | 0           | 0                  | 0                             | 0              |
| 18 | Delantero      | Silvestre Varela  | 2        | 119'            | 1   | 0           | 0                  | 0                             | 0              |
| 19 | Defensa        | André Almeida     | 2        | 71'             | 0   | 0           | 0                  | 0                             | 0              |
| 20 | Centrocampista | Rúben Amorim      | 1        | 90'             | 0   | 0           | 0                  | 0                             | 0              |
| 21 | Defensa        | João Pereira      | 3        | -241'           | 0   | 0           | 1                  | 0                             | 0              |
| 23 | Delantero      | Hélder Postiga    | 1        | 16'             | 0   | 0           | 0                  | 0                             | 0              |